# 果樹試験場
果樹試験場（かじゅしけんじょう）は、果樹ならびに果物に関する果樹園芸学の研究を行う機関。
都道府県や政令指定都市（広島市）、大学、国立研究開発法人の研究機関、農業法人などが設置する。

## 概要
主に果樹の栽培性や樹形の検討、新品種の育成や病害虫の防除に関する試験研究を行っている。
果樹園芸は、他の園芸作物（野菜ならびに花卉）に比べると果樹という樹木が存在する事から特殊性が強く、農業試験場とは別に果樹試験場を設ける自治体は多い。基本的には園芸分野にあたるが、京都府のように林業試験場に果樹の研究施設を置く自治体も存在する。
また、果樹は日本の南北に長い地域から専門性がかなり強いため（水産試験場ほどではないが）その研究対象果樹を大学等で専攻した、県外出身の研究員も多い。基本的に果樹試験場は気候が温暖な、西日本や静岡県等は2種類の果樹試験場（常緑果樹と落葉果樹）を設置する所が多く、また青森県のようにリンゴ専門の果樹試験場、愛媛県のみかん研究所のように果樹の種類によって専門の試験場が存在する場合もある。

## 全国の果樹試験場

### 国立研究開発法人農研機構部門
- 農研機構果樹茶業研究部門

### 都道府県立
- 青森県りんご試験場
- 秋田県果樹試験場
- 福島県農業総合センター果樹研究所
- 山梨県果樹試験場
- 長野県果樹試験場
- 静岡県農林技術研究所果樹研究センター
- 和歌山県果樹試験場 かき・もも研究所
- 愛媛県農林水産研究所果樹研究センターみかん研究所
- 高知県農業技術センター果樹試験場
- 佐賀県果樹試験場
- 熊本県農業研究センター果樹研究所

## 参照
1. ↑  “青森県農林総合研究センターりんご研究場”.   青森県農林総合研究センター. 2011年2月2日閲覧。
2. ↑  “愛媛県立果樹試験場”. 2011年2月2日閲覧。